# 명불허전 (드라마)
《명불허전》은 2017년 8월 12일부터 2017년 10월 1일까지 방영된 tvN 토일 드라마이다.

## 줄거리
침을 든 조선 최고의 한의사 허임과 메스를 든 현대 의학 신봉자 외과의 최연경이 400년을 뛰어넘어 펼치는 조선왕복 메디활극이다.

## 등장 인물

### 주요 인물
- 김남길 : 허임 / 허봉탁 역 (아역 문우진) - 혜민서 최말단 참봉의원 / 신혜 한방병원 한의사
- 김아중 : 최연경 역 (아역 엄채영, 류한비) - 신혜병원 흉부외과 펠로우

### 혜민서 한의원 사람들
- 윤주상 : 최천술 역 - 원장. 연경의 할아버지
- 태항호 : 민병기 역 - 한약사
- 민지아 : 전재숙 역 - 간호사

### 신혜 한방병원 사람들
- 유민규 : 유재하 역 - VIP병동 전문의. 유학파 한의사. 연경을 짝사랑
- 김명곤 : 마성태 역 - 원장. 재하의 할아버지
- 권혁 : 구지웅 역 - VIP 병동 침구과 한의사
- 이재균 : 진영훈 역 - VIP 병동 인턴 한의사

### 조선의 사람들
- 엄효섭 : 허준 역 - 대전 어의. 내의원 수장
- 유민규 : 유진오 역 - 내의원 소속 궁궐 약제창 의원 (종7품 직장)
- 문가영 : 동막개 역 - 남장 여인. 혜민서 하인
- 신린아 : 연이 역 - 화전민의 딸. 허임의 아픈 가시
- 오대환 : 두칠 역 - 병조참판 머슴. 허임의 목숨을 노림.
- 최재섭 : 딱새 역 - 병조참판 머슴. 두칠의 바보 형
- 다케다 히로미츠 : 사야가 / 김충선 역 (우정출연)

### 신혜병원 사람들
- 노정의 : 오하라 역 - 장기 입원 환자
- 안석환 : 신명훈 / 조선 병조판서 역 - 신혜병원 원장. 신혜재단 이사장 후보
- 이대연 : 황 교수 역 - 흉부외과 전문의
- 이재원 : 강만수 역 - 흉부외과 펠로우. 연경의 동기
- 김성주 : 김민재 역 - 흉부외과 레지던트
- 서정연 : 정이연 역 - 흉부외과 간호사

### 그 외 인물
- 변우석 : 검은사내 역
- 조승연 : 선조 역
- 장우혁 : 충호 역
- 맹상훈 : 유찬성 / 노숙자 김씨 역
- 오정석 : 이수호 역
- 이보연 : 김 간호사 역
- 김정환 : 성태의 비서 역
- 권재현 : 마취과의사 역
- 인성호 : 택시기사 역
- 서광재 : 구안와사 환자 역
- 정두겸 : 국회의원 정인구 역
- 이두경 : 조폭두목 역
- 허성태 : 조폭 역
- 신담수 : 최연경의 아버지 역
- 이채경 : 최연경의 어머니 역
- 차순형 : 스즈키 역
- 조성희
- 박민수
- 이지혁 : 구급대원 1 역
- 김재일
- 박영우 : 일본 왜군 역
- 정수인 : 기생 역
- 이도엽 : 오하라의 아버지 역

### 특별출연
- 김영옥 : 꽃분 할매 역
- 김혜은 : 오하라의 어머니 역
- 김병춘 : 권지 역
- 염혜란 : 주모 역
- 박지일 : 청와대 경제수석 역
- 김종구 : 박 회장 역
- 권태원 : 민 회장 역

### 우정출연
- 최대성 : 허임의 스승 역
- 김학선
- 한희정 : 하라 도우미 역
- 김은우 : 최경장 역
- 김태훈
- 김용석
- 남정희
- 김영선 : 정신과 의사 역
- 조경미
- 현영임
- 최명빈 : 양*주 역
- 남이안
- 이철희
- 김시은
- 김용호
- 김진서
- 진주형 : 박 회장의 아들 역
- 김중희
- 이순성
- 진선규 : 연이 부 역

## 시청률
최저 시청률과 최고 시청률은 시청률 조사회사와 지역별로 시청률에 차이가 있을 수 있습니다.
| 2017년 | 2017년   | 2017년     | 2017년      |
| 회차   | 방송일   | AGB 시청률 | TNmS 시청률 |
| ------ | -------- | ---------- | ----------- |
| 제1회  | 8월 12일 | 2.715%     | 3.2%        |
| 제2회  | 8월 13일 | 3.995%     | 3.3%        |
| 제3회  | 8월 19일 | 4.541%     | 3.6%        |
| 제4회  | 8월 20일 | 5.998%     | 5.0%        |
| 제5회  | 8월 26일 | 4.347%     | 3.7%        |
| 제6회  | 8월 27일 | 5.617%     | 4.7%        |
| 제7회  | 9월 2일  | 5.541%     | 4.2%        |
| 제8회  | 9월 3일  | 6.357%     | 4.8%        |
| 제9회  | 9월 9일  | 5.965%     | 5.3%        |
| 제10회 | 9월 10일 | 6.520%     | 6.0%        |
| 제11회 | 9월 16일 | 5.889%     | 5.3%        |
| 제12회 | 9월 17일 | 6.164%     | 5.0%        |
| 제13회 | 9월 23일 | 5.590%     | 5.4%        |
| 제14회 | 9월 24일 | 5.364%     | 3.4%        |
| 제15회 | 9월 30일 | 4.959%     | 3.9%        |
| 제16회 | 10월 1일 | 6.907%     | 5.5%        |

## 같이 보기
- 의학 드라마
- 대한민국의 텔레비전 드라마 목록 (ㅁ)
- 2017년 대한민국의 텔레비전 드라마 목록